# Oliver S. Flint Jr.
Oliver S. Flint Jr., född 10 oktober 1931, död 18 maj 2019, var en amerikansk entomolog som specialiserade sig på nattsländor.. Han var verksam vid Smithsonian Institution.
Auktorsnamnet Flint, O.S. kan användas för Oliver S. Flint Jr. i samband med ett vetenskapligt namn inom zoologin; se Wikipedia-artiklar som länkar till auktorsnamnet.
|  | Wikispecies har information om Oliver S. Flint Jr.. |